# Новогеоргієвка (Ленінськ-Кузнецький округ)
Новогео́ргієвка (рос. Новогеоргиевка) — присілок у складі Ленінськ-Кузнецького округу Кемеровської області, Росія.

## Населення
Населення — 612 осіб (2010; 690 у 2002).
Національний склад (станом на 2002 рік):
- росіяни — 94 %